# Довгий байрак
48°26′58″ пн. ш. 35°2′42″ сх. д. / 48.44944° пн. ш. 35.04500° сх. д.Довгий байрак (Довга балка; також у XVIII ст. відома під назвою Боброва, ХІХ-ХХ ст. — Жандармська, під час радянської окупації — "Червоноповстанська") — балка в місті Дніпро. Відокремлює центральний пагорб міста (Соборну гору) від другого пагорба, на якому розташовано Центральний (колишній Кіровський) район міста.

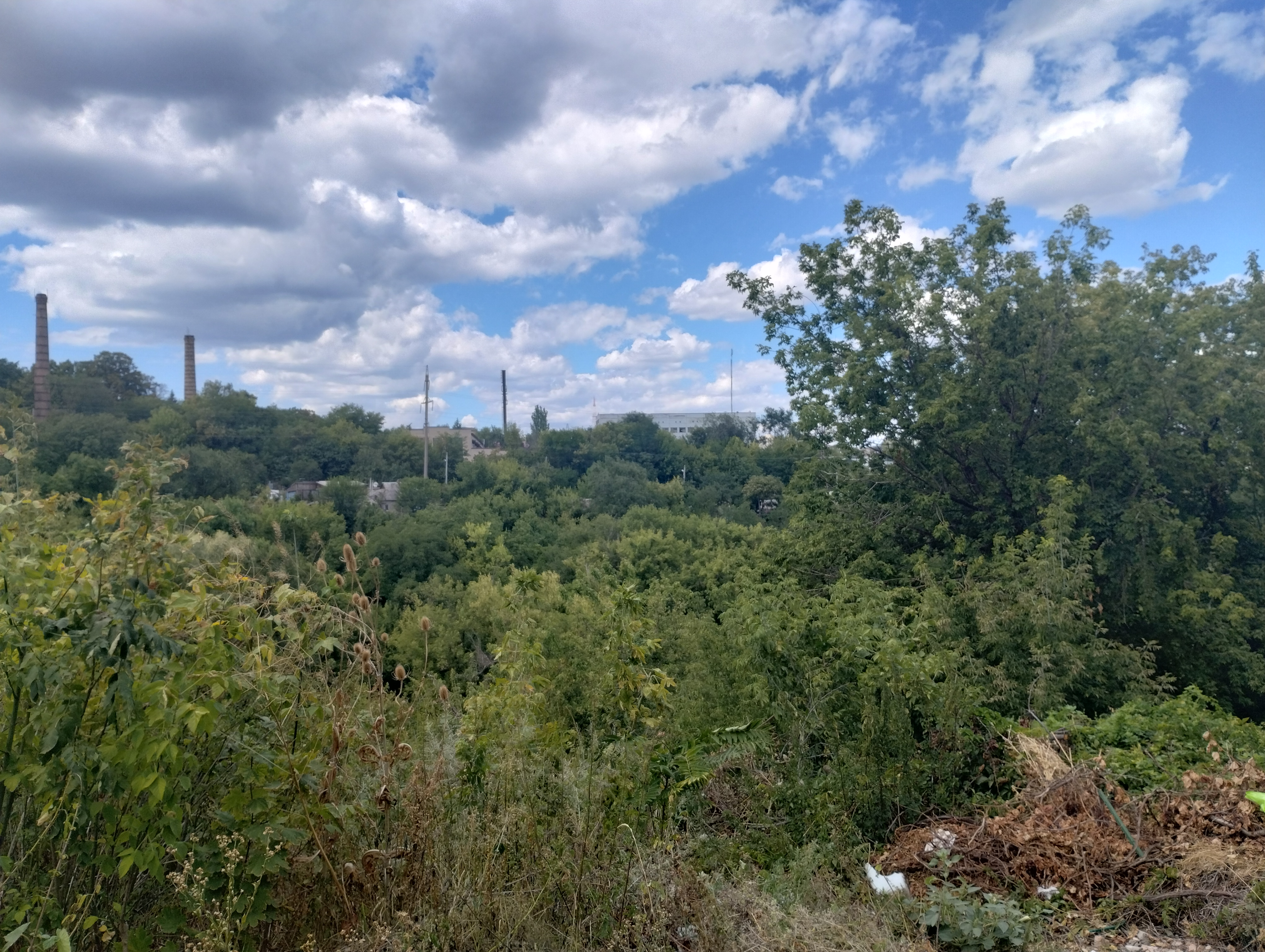
Довгий байрак. Південно-східний вибалок.

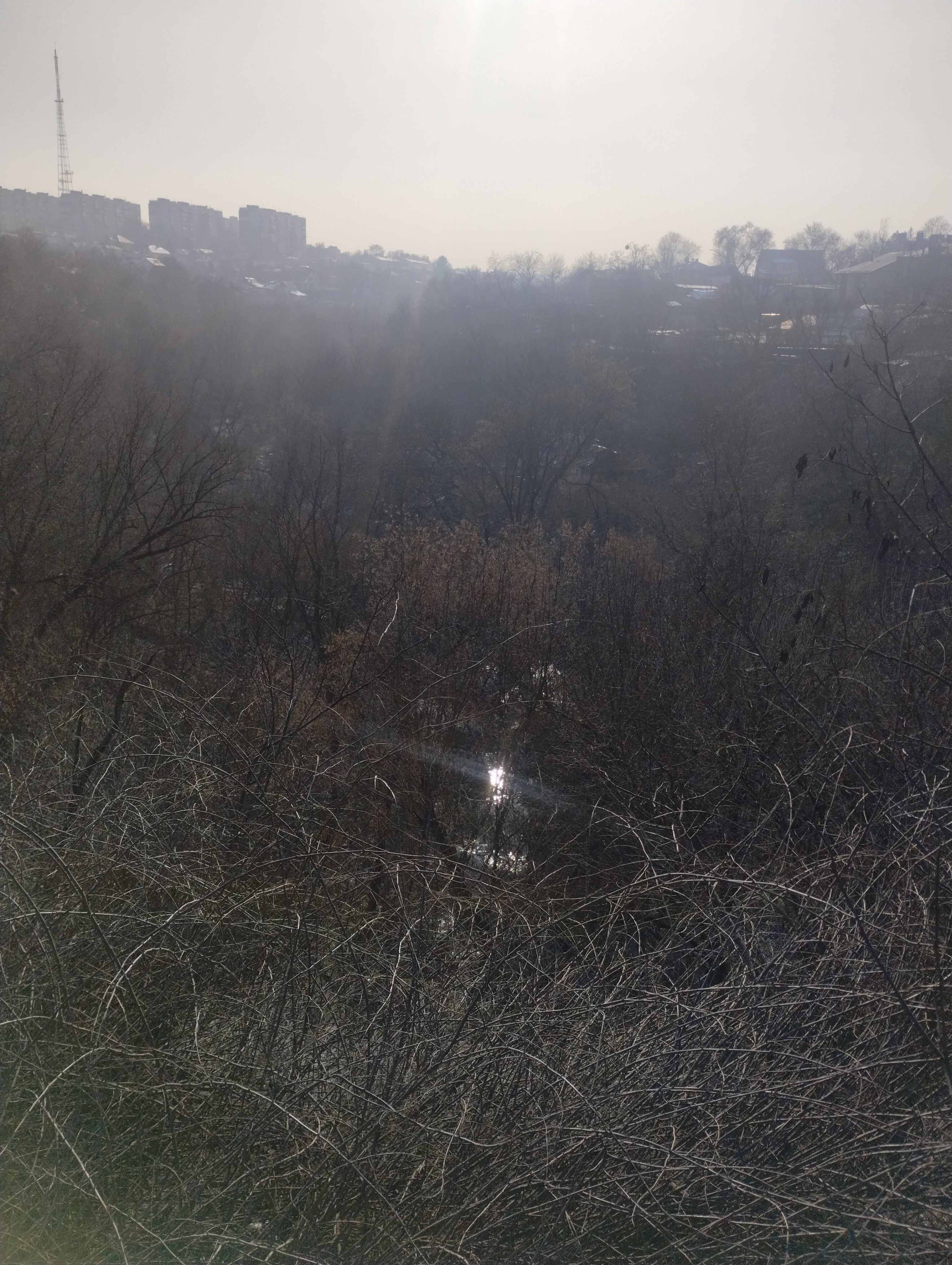
Довгий байрак

Починається біля Запорізького шосе і закінчується поблизу вулиці Паторжинського. По дну балки протікають другий рукав Половиці річка Жабокряч та її притоки — струмки з парку ім. Гагаріна, біля вулиць Івана Сірка та Гусенка, що течуть природними відгалуженнями Довгої балки.
У ХІХ столітті називалась Жандармською від жандармських стаєнь розташованих неподалік від  обриву. Відріг балки біля вулиці Івана Сірка мав назву Новожандармський яр.
До середини ХІХ століття доходила до Дніпра. У нижній частині мала назву Провалля через неприступні схили центрального пагорба (Соборна гора). У 1850 - х роках - на початку ХХ століття нижня ділянка балки що перетиналась з Катерининським проспектом (нині — Д. Яворницького) була засипана, а річку Жабокряч взято в коллектор, згодом названий Червоноповстанським.
З середини ХІХ століття схили балки забудовуються приватними будинками. Наприкінці ХІХст. на західному схилі балки виникла Жандармська слобідка , а на східному — Новожандармська. Також в середині XIX  століття в балці було засновано Катеринославський цегляний завод Ш. А. Френкеля,  частина якого працює і нині, випускаючи тротуарну плитку (більша частина підприємства покинута і обернулася в руїни). На початку ХХ століття над балкою прокладено естакаду вулиці Великої Базарної (нині Святослава Хороброго).
7 вересня 1921 року у Жандармській балці було розстріляно 51 повстанця, які входили до підпільної мережі отамана УНР Степового — Блакитного (Костя Пестушка).

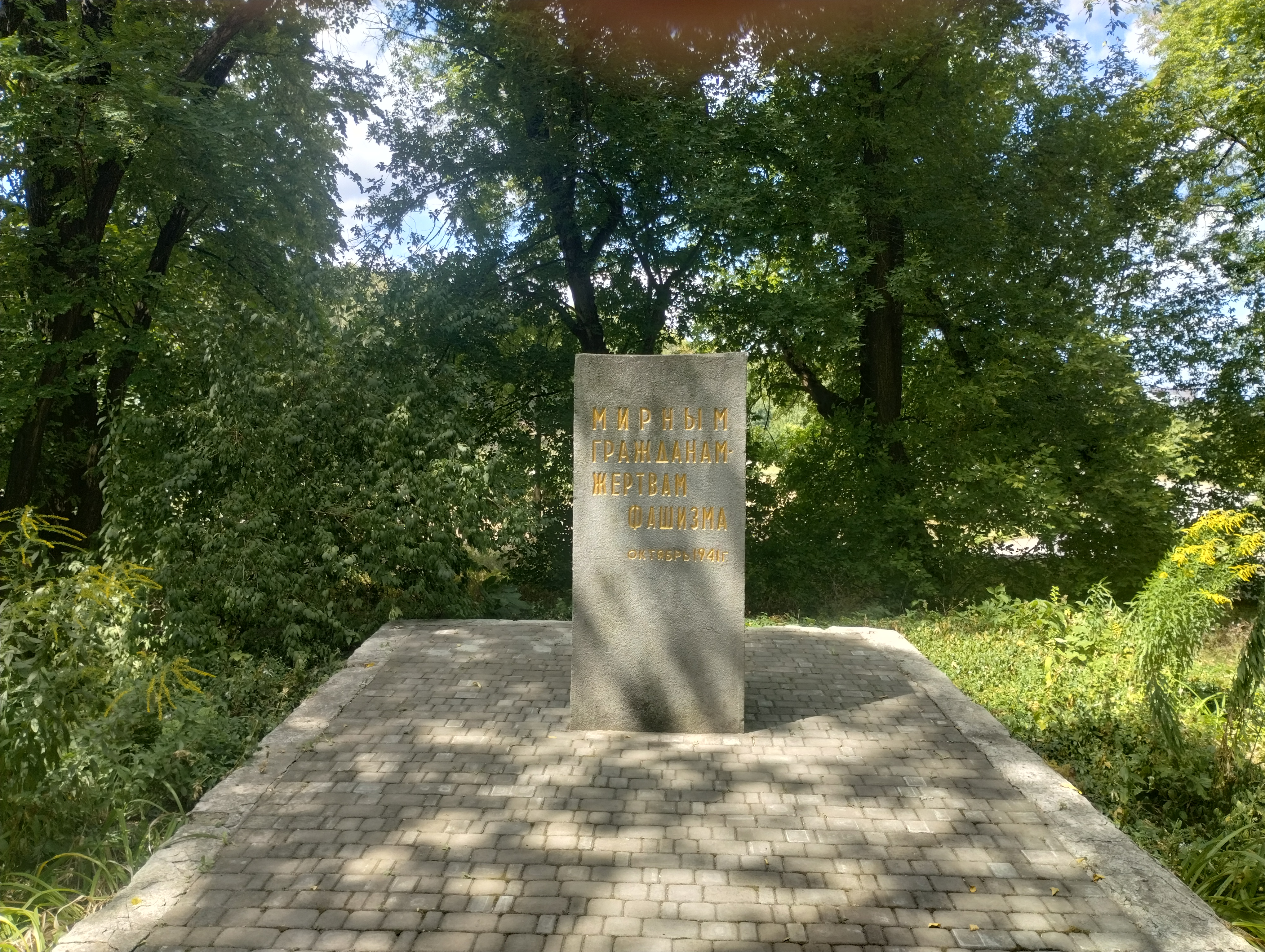
Пам'ятний знак жертвам нацизму у парку імені Ю. Гагаріна

Восени 1941 року нацистами в лісопарку, у південно-східному відгалуженні Червоноповстанської балки було розстріляно 11 тис. осіб, переважно єврейської національності.

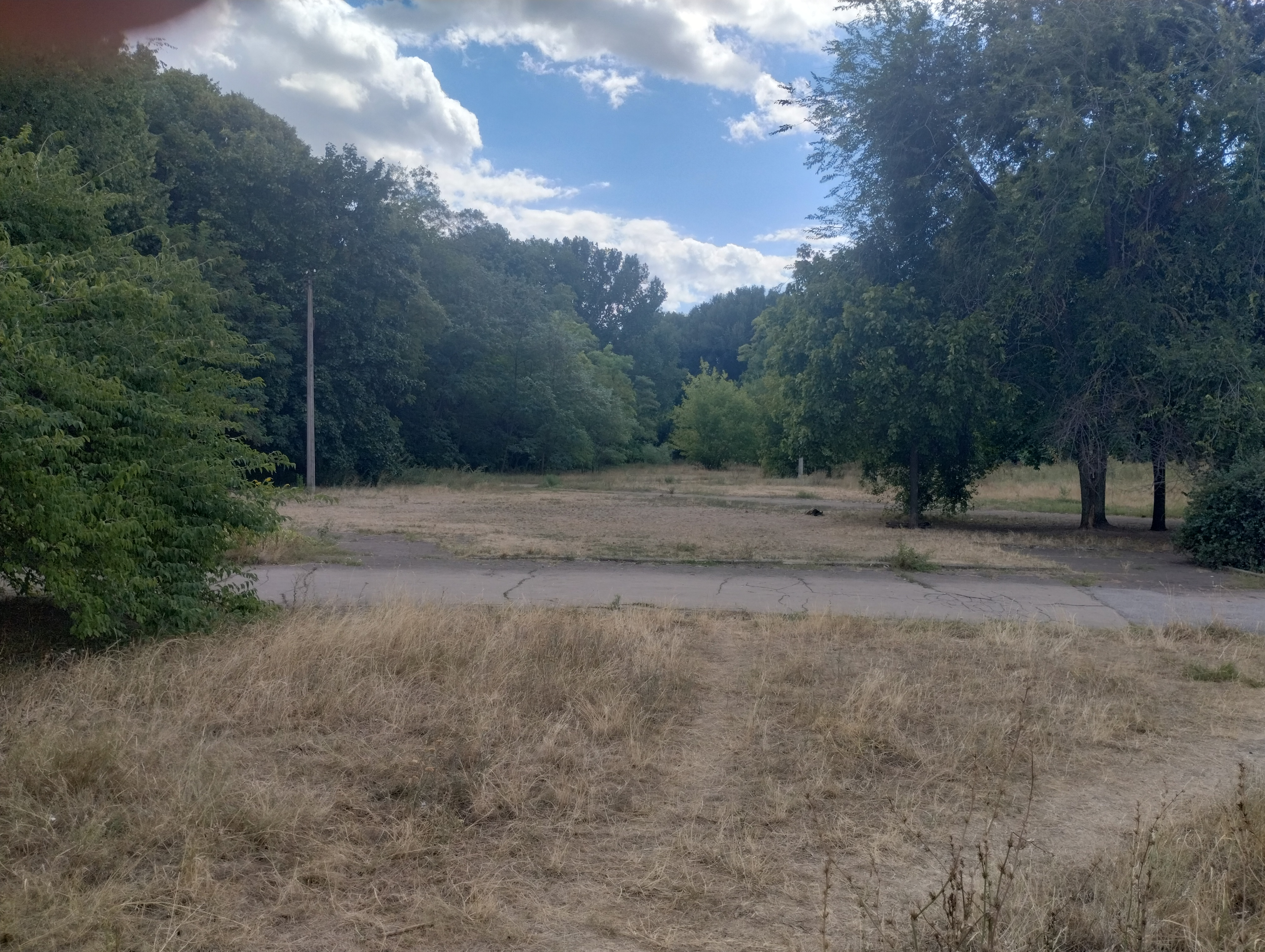
Парк імені Юрія Гагаріна.

На початку 1960-х років у відрозі балки було створено парк імені Ю. Гагаріна, і студентське містечко Дніпропетровського державного університету. У листопаді 2015 року балці було повернено історичну назву Довга.
По Довгій балці проходить межа між Соборним та Центральним районами міста Дніпро.
Є однією з найбільш зсувонебезпечних частин міста.
По правому схилу Довгої балки у Соборному районі м. Дніпро від вулиці Святослава Хороброго до Шевченка проходить однойменна вулиця.

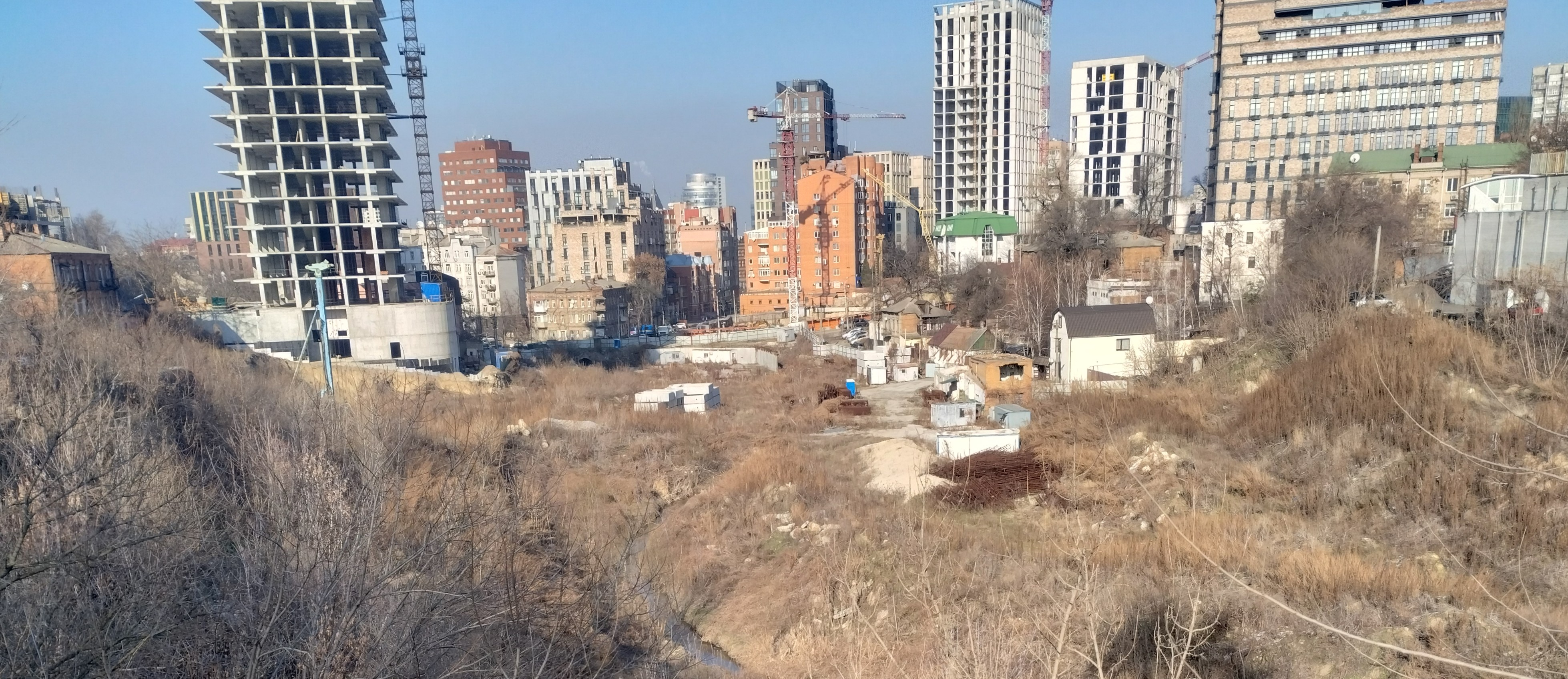
Недобудовані багатоповерхівки в районі вулиці Паторжинського

У 2021 році в нижній частині балки від вулиці Паторжинського до естакади вулиці Святослава Хороброго, попри протести екологів, було розпочато зведення багатоповерхівок.  Середню частину течії річки Жабокряч взято в колектор.